# Phạm Thành Tâm
Phạm Thành Tâm (sinh ngày 15 tháng 12 năm 1960) là một Thiếu tướng Quân đội nhân dân Việt Nam và chính trị gia người Việt Nam. Ông hiện là Phó Tư lệnh Quân khu 9, Quân đội nhân dân Việt Nam, đại biểu Quốc hội Việt Nam khóa XIV nhiệm kì 2016-2021, thuộc đoàn đại biểu quốc hội tỉnh Hậu Giang, Ủy viên Ủy ban Quốc phòng và An ninh của Quốc hội. Ông lần đầu được trung ương giới thiệu ứng cử và đã trúng cử đại biểu Quốc hội năm 2016 ở đơn vị bầu cử số 2, tỉnh Hậu Giang gồm có thị xã Ngã Bảy, thị xã Long Mỹ và các huyện: Phụng Hiệp, Long Mỹ.

## Xuất thân
Phạm Thành Tâm sinh ngày 15 tháng 12 năm 1960 quê quán ở xã Bình Thạnh Trung, huyện Lấp Vò, tỉnh Đồng Tháp.
Ông hiện cư trú ở ấp Hưng Nhơn, xã Long Hưng B, huyện Lấp Vò, tỉnh Đồng Tháp.

## Giáo dục
- Giáo dục phổ thông: 12/12
- Cử nhân Quân sự chuyên ngành Chỉ huy tham mưu Binh chủng hợp thành
- Cao cấp lí luận chính trị

## Sự nghiệp
Ông gia nhập Đảng Cộng sản Việt Nam vào ngày 29/11/1982.
- 07/1975 – 08/1983 Học viên Trường Thiếu sinh quân, Trường Văn hóa Quân khu 9, Trường Sĩ quan Lục quân 2 - Binh nhì, Binh nhất, Hạ sĩ, Trung sĩ, Thượng sĩ, Chuẩn úy, Trung úy
- 09/1983 – 07/1989 Giáo viên chiến thuật Trường Quân sự tỉnh Đồng Tháp - Thượng úy, Đại úy
- 08/1989 – 12/1993 Phó Chỉ huy trưởng/Tham mưu trưởng - Ban Chỉ huy Quân sự huyện Lai Vung, tỉnh Đồng Tháp - Thiếu tá
- 01/1994 – 04/1999 Chỉ huy trưởng - Ban Chỉ huy Quân sự huyện Lai Vung, tỉnh Đồng Tháp; Học viên Học viện Lục quân; Học viên Đại học Đại cương - Trung tá
- 05/1999 – 02/2005 Phó Tham mưu trưởng Bộ Chỉ huy Quân sự tỉnh Đồng Tháp; Học viên Học viện Lục quân - Thượng tá
- 03/2005 – 10/2006 Chỉ huy trưởng Ban Chỉ huy Quân sự huyện Cao Lãnh, tỉnh Đồng Tháp
- 11/2006 – 04/2010 Phó Chỉ huy trưởng Bộ Chỉ huy Quân sự tỉnh Đồng Tháp; Học viên đào tạo cán bộ Chiến dịch - Chiến lược/Học viện Quốc phòng - Đại tá
- 05/2010 – 12/2015 Phó Chủ nhiệm, Chủ nhiệm Hậu cần Quân khu 9
- 01/2016 – đến nay Phó Tư lệnh Quân khu 9 - Thiếu tướng

Khi lần đầu được trung ương giới thiệu ứng cử đại biểu Quốc hội Việt Nam khóa XIV vào tháng 5 năm 2016 ông đang là Đảng ủy viên Đảng ủy
Quân khu 9, Thiếu tướng, Phó Tư lệnh Quân khu 9, làm việc ở Bộ Tư lệnh Quân khu 9.
Ông đã trúng cử đại biểu quốc hội năm 2016 ở đơn vị bầu cử số 2, tỉnh Hậu Giang gồm có thị xã Ngã Bảy, thị xã Long Mỹ và các huyện: Phụng Hiệp, Long Mỹ, được 208.413 phiếu, đạt tỷ lệ 70,33% số phiếu hợp lệ. Ủy viên Ủy ban Quốc phòng và An ninh của Quốc hội.
Đại biểu Quốc hội Việt Nam khóa XIV nhiệm kì 2016-2021

## Lịch sử thụ phong quân hàm
| Năm thụ phong | 1983                                         | 1986                                                | 1989                                      | 1993                                    | 1997                                                 | 2001                                      | 2006                                             | 1-2016                                          |
| ------------- | -------------------------------------------- | --------------------------------------------------- | ----------------------------------------- | --------------------------------------- | ---------------------------------------------------- | ----------------------------------------- | ------------------------------------------------ | ----------------------------------------------- |
| Quân hàm      | Tập tin:Vietnam People's Army Lieutenant.jpg | Tập tin:Vietnam People's Army Senior Lieutenant.jpg | Tập tin:Vietnam People's Army Captain.jpg | Tập tin:Vietnam People's Army Major.jpg | Tập tin:Vietnam People's Army Lieutenant Colonel.jpg | Tập tin:Vietnam People's Army Colonel.jpg | Tập tin:Vietnam People's Army Senior Colonel.jpg | Tập tin:Vietnam People's Army Major General.jpg |
| Cấp bậc       | Trung úy                                     | Thượng úy                                           | Đại úy                                    | Thiếu tá                                | Trung tá                                             | Thượng tá                                 | Đại tá                                           | Thiếu tướng                                     |